# Anna Bond
Pour plus de détails, voir Fiche technique et Distribution.
Anna Bond (ಅಣ್ಣ ಬಾಂಡ್, littéralement « frère Bond ») est un film indien réalisé par Soori, sorti en 2012.

## Synopsis
Bond Ravi est un champion de karaté et un homme généreux qui travaille dans un centre médical de Singapour. Il rencontre Meera dans le bus et tombe amoureux d'elle. Celle-ci vient faire un documentaire sur le village où vit Bond Ravi.
Alors que Bond Ravi quitte le village, il rencontre le major Chandrakanth et se retrouve pris dans une fusillade.

## Fiche technique
- Titre : Anna Bond
- Titre original : ಅಣ್ಣ ಬಾಂಡ್
- Réalisation : Soori
- Scénario : Soori
- Musique : V. Harikrishna
- Photographie : Satya Hegde
- Montage : Deepu S. Kumar
- Société de production : Camino Media
- Pays :  Inde
- Genre : Action et thriller
- Durée : 136 minutes
- Dates de sortie : 
  -  Inde : 2012

## Distribution
- Puneeth Rajkumar : Bond Ravi alias Anna Bond
- Priyamani : Meera
- Nidhi Subbaiah : Divya
- Jackie Shroff : Charlie
- Rangayana Raghu : Chapathi
- Avinash : le major Chandrakanth
- Sathish Neenasam : Surya Honalkere, le réalisateur

## Distinctions
Le film a été nommé pour deux Filmfare Awards South.